# أنجيلو سانتانا
أنجيلو سانتانا (19 أبريل 1988 بسان كريستوبال في كوبا - ) هو ملاكم كوبي، صنّف ضمن فئة وزن الويلتر.

## إحصائيات
خاض خلال مسيرته 16 نزالا، فاز في 14 ولم يتعادل وخسر في 2. فاز بالضربة القاضية في 11 نزالا.

## روابط خارجية
- أنجيلو سانتانا على موقع بوكس ريك (الإنجليزية) (registration required)